# Jury Umweltzeichen

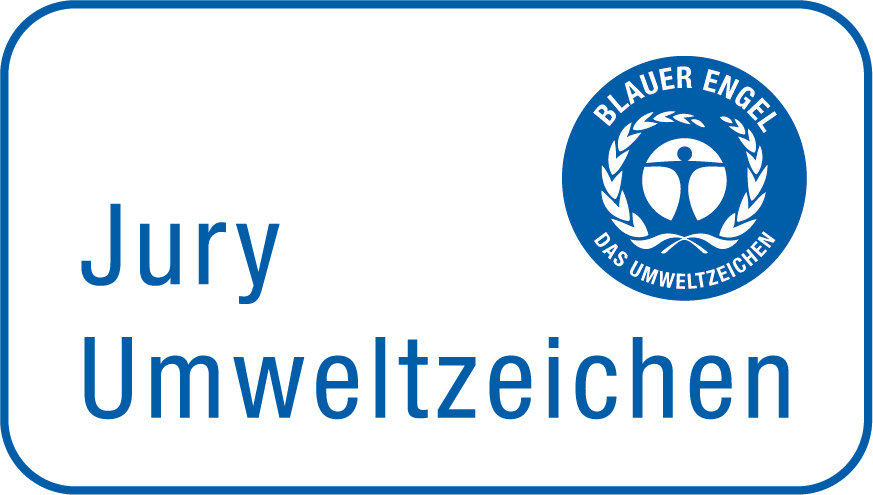
Logo der Jury Umweltzeichen

Die Jury Umweltzeichen ist ein vom deutschen Bundesumweltminister berufenes, unabhängiges Beschlussgremium zur Vergabe des Umweltzeichens Blauer Engel.
Die Jury diskutiert und beschließt die vom deutschen Umweltbundesamt erarbeiteten Vergabekriterien für den Blauen Engel. Sie entscheidet, für welche Produktgruppen und Dienstleistungsbereiche der Blaue Engel vergeben wird. Die Jury-Mitglieder sind weisungsfrei und unparteiisch. Die Jury-Mitgliedschaft ist ehrenamtlich. Die Jury trifft sich zwei Mal im Jahr. Die erste Sitzung der Jury Umweltzeichen fand am 5. Juni 1978 statt.
Die Jury hat zum Ziel, die Umweltkennzeichnung noch stärker an umweltpolitischen Prioritäten wie dem Klimaschutz und der Kreislaufwirtschaft auszurichten. Ziel der Jury Umweltzeichen war 2009, dass mittelfristig etwa 20 % der Produkte das Umweltzeichen bekommen könnten. In der Regel werden damit sehr scharfe Anforderungen ausgeschlossen. Dennoch sind zum Zeitpunkt der Entscheidung über die Vergabegrundlage meist nur wenige Produkte am  Markt, die die Anforderungen erfüllen. Durch die Setzung von Kriterien werden vor allem  bei neueren Produkten  klare  Signale für Produktentwicklungen gegeben, beispielsweise zum Auto-Power-Down bei Espressomaschinen, DVD-Playern oder Blu-ray Disc-Playern. Darüber hinaus soll die Anwendung des Umweltzeichens im Bereich der Dienstleistungen weiter ausgebaut und die internationalen Kooperationen gestärkt werden. Zuletzt prüft die Jury die weitere Integration sozialer Kriterien in den Blauen Engel.

## Mitglieder der Jury Umweltzeichen
Der Jury gehören 15 natürliche Personen an. Dabei sollen alle relevanten gesellschaftlichen Gruppen berücksichtigt werden. 13 Mitglieder werden für einen Zeitraum von drei Jahren im Einvernehmen mit dem Vorsitz der Umweltministerkonferenz berufen. Zwei weitere Mitglieder vertreten die Bundesländer. Eine Landesvertretung kommt aus dem Umweltministerium des Bundeslandes, das den Vorsitz der Umweltministerkonferenz innehat. Die Zweite Landesvertretung kommt aus dem Bundesland, welches zuvor den Vorsitz innehatte.
Die 13 berufenen Mitglieder sind Vertreter des Bundesverbandes Deutsche Industrie, des Bundes für Umwelt und Naturschutz Deutschland, des Deutschen Gewerkschaftsbundes, des Handelsverbandes Deutschland, des Naturschutzbundes Deutschland, der Stiftung Warentest, der Verbraucherzentrale Bundesverband, des Zentralverbandes des Deutschen Handwerks, der Medien, der Kirchen, der Wissenschaft, des Deutschen Städtetags und seit 2016 der Jugend.
Bis 2006 saß Gerd Billen, der von 1993 bis 2005 Bundesgeschäftsführer des Naturschutzbundes Deutschland (NABU) war, der Jury vor. Von 2006 bis 2018 war Volker Teichert Vorsitzender der Jury. Er arbeitete seit 1996 an der Forschungsstätte der Evangelischen Studiengemeinschaft (FEST) unter anderem in den wissenschaftlichen Schwerpunkten Umwelt- und Nachhaltigkeitsmanagement sowie ökologische Produktpolitik. 2019 wählte die Jury Ralf-Rainer Braun als Vorsitzenden. Er vertritt als Leiter des Umweltamts Hagen den Städtetag.
Für die Jury seit 2019 ist bekannt, dass sie für die Anreise zu Sitzungen oder Terminen zum Blauen Engel innerhalb Deutschlands grundsätzlich auf die Nutzung von Flugzeugen verzichtet.

### Mitglieder 2007
- Forschungsstätte der Evangelischen Studiengemeinschaft (FEST), Volker Teichert (auch gewählter Vorsitzender der Jury)
- Bundesverband der Deutschen Industrie, Franz-Josef von Kempis
- BUND, Helmut Horn
- DGB, Werner Schneider
- Deutscher Städtetag, Sabine Hoster
- Deutsches Handwerk, Zentralverband, Ute Aschenbrenner
- Handelsverband Deutschland (HDE), Sonja Ziegler
- Hochschule für Verwaltungswissenschaften Speyer, Edda Müller, Ministerin a. D.
- Institut für Innenraum- und Umwelttoxikologie der Universität Freiburg, Volker Mersch-Sundermann[9]
- NABU, Andreas Fußer
- Umweltministerium Niedersachsen, Ulla Ihnen
- Umweltministerium NRW, Horst Berg
- Stiftung Warentest, Holger Brackemann
- Südwestrundfunk, Sabine Gaschütz[10]
- Verbraucherzentrale Bundesverband, Holger Krawinkel[11]

### Mitglieder 2016
- Forschungsstätte der Evangelischen Studiengemeinschaft, Volker Teichert (auch gewählter Vorsitzender der Jury)
- TU Berlin (Bildung), Matthias Finkbeiner
- Bundesverband der Deutschen Industrie, Franz-Josef von Kempis
- BUND, Helmut Horn,
- Deutsches Handwerk, Zentralverband, Michel Durieux,
- Deutscher Städtetag, Ralf-Rainer Braun
- Lucas Niño, Jugendvertreter
- Medien Yvonne Willicks
- Edda Müller
- Naturschutzbund Deutschland (NABU), Benjamin Bongardt
- Bayerisches Staatsministerium für Umwelt und Verbraucherschutz, Otto Bischlage
- Senatsverwaltung für Stadtentwicklung und Umwelt Berlin, Michael Thielke
- Stiftung Warentest, Holger Brackemann
- Verbraucherzentrale Bundesverband, Monika Büning[6]

### Mitglieder 2020
- Deutscher Städtetag / Umweltamt Stadt Hagen, Ralf-Rainer Braun (auch gewählter Vorsitzender der Jury)
- Hannah Fuduric, Allgemeiner Studierendenausschuss der Rheinischen Friedrich-Wilhelms-Universität Bonn Referat für Ökologie[12]
- Bundesverband der Deutschen Industrie, Claudia Voss
- Bund für Umwelt und Naturschutz Deutschland, Julia Römer
- DGB Bundesvorstand, Jan Philipp Rohde
- Forschungsstätte der Evangelischen Studiengemeinschaft, Dorothee Rodenhäuser
- Freie und Hansestadt Hamburg, Behörde für Umwelt und Energie, Kerstin Neitzel
- Deutsches Handwerk, Zentralverband / Handwerkskammer Berlin, Martin Peters
- Handelsverband Deutschland, Benjamin Peter,
- Hessisches Ministerium für Umwelt, Klimaschutz, Landwirtschaft und Verbraucherschutz, Maria Ertl
- Naturschutzbund Deutschland, Katharina Istel
- United Nations University, Institute for Integrated Management of Material Fluxes and of Resources (UNU-FLORES), Edeltraud Günther
- Stiftung Warentest, Holger Brackemann
- Verbraucherzentrale Bundesverband, Kathrin Krause

## Bewertung
Die taz nannte 2003 eine interne Studie aus dem Jahr 1998, nach der es zu lange dauere, bis die Jury eine neue Produktgruppe aufnehmen kann.
Die FAZ schrieb Ende 2006: „Die breite Beteiligung verschiedener Interessengruppen [durch die Jury Umweltzeichen] gewährleistet eine hohe Glaubwürdigkeit des Zeichens.“